# VTB United League 2019-2020
La VTB United League 2019-2020 è la 12ª edizione della VTB United League, oltre ad essere la sesta stagione in cui la VTB League funge da massimo campionato russo. Il campionato è iniziato a settembre 2019 e la conclusione era prevista, da calendario, per giugno 2020. Tuttavia il 27 marzo 2020 la Lega VTB ha deciso, in seguito alla pandemia causata dalla diffusione del virus COVID-19, di cancellare la stagione e di non assegnare il titolo.

## Formato
Da questa stagione, tutte le serie dei playoff vengono giocate alla meglio delle tre gare con uno schema 1–1–1.

## Squadre partecipanti
Alla stagione attuale partecipano tredici squadre provenienti da cinque nazioni diverse: nove squadre dalla Russia, una squadra proveniente dalla Bielorussia, una dall'Estonia, una dal Kazakistan e una dalla Polonia.
A differenza delle stagioni precedenti, il team VEF Rīga non prende parte alla lega a causa di problemi finanziari.

### Localizzazione delle squadre partecipanti
| Squadra              | Città           | Stadio                   | Capacità |
| -------------------- | --------------- | ------------------------ | -------- |
| Avtodor Saratov      | Saratov         | DS Kristall              | 5.500    |
| BK Astana            | Astana          | Arena Velotrack          | 9.270    |
| Chimki               | Chimki          | BCMO                     | 4.000    |
| Cmoki Minsk          | Minsk           | Minsk-Arena              | 15.000   |
| CSKA Mosca           | Mosca           | USk CSKA                 | 5.000    |
| Enisey Krasnojarsk   | Krasnojarsk     | Arena.Sever              | 4.000    |
| Kalev/Cramo          | Tallinn         | Saku Suurhall            | 5.500    |
| Lokomotiv Kuban'     | Krasnodar       | Basket-Hall              | 7.500    |
| Nižnij Novgorod      | Nižnij Novgorod | Trade Union Sport Palace | 5.500    |
| Parma Perm'          | Perm'           | UDS Molot                | 7.000    |
| UNICS Kazan'         | Kazan'          | Basket-Hall              | 7.000    |
| Zenit S. Pietroburgo | San Pietroburgo | SK Yubileyniy            | 6.381    |
| Zielona Góra         | Zielona Góra    | CRS Hall                 | 6.080    |

## Regular season

### Classifica
|  | Play-off dagli Ottavi di finale |

|     | Squadra              | G  | V  | P  | PF   | PS   | Diff. | Perc. |
| --- | -------------------- | -- | -- | -- | ---- | ---- | ----- | ----- |
| 1.  | Chimki               | 19 | 18 | 1  | 1809 | 1574 | +235  | 0.947 |
| 2.  | CSKA Mosca           | 19 | 15 | 4  | 1707 | 1450 | +257  | 0.789 |
| 3.  | Lokomotiv Kuban'     | 20 | 14 | 6  | 1723 | 1600 | +123  | 0.700 |
| 4.  | UNICS Kazan'         | 18 | 12 | 6  | 1546 | 1527 | +19   | 0.667 |
| 5.  | Parma Perm'          | 18 | 8  | 10 | 1567 | 1547 | +20   | 0.444 |
| 6.  | Zenit S. Pietroburgo | 18 | 8  | 10 | 1514 | 1452 | +62   | 0.444 |
| 7.  | Zielona Góra         | 19 | 8  | 11 | 1604 | 1681 | -77   | 0.421 |
| 8.  | Kalev/Cramo          | 20 | 8  | 12 | 1537 | 1704 | −167  | 0.400 |
| 9.  | Astana               | 18 | 7  | 11 | 1501 | 1578 | -77   | 0.389 |
| 10. | Nižnij Novgorod      | 18 | 7  | 11 | 1557 | 1651 | -94   | 0.389 |
| 11. | Enisey Krasnojarsk   | 18 | 7  | 11 | 1525 | 1585 | −60   | 0.389 |
| 12. | Avtodor Saratov      | 18 | 5  | 13 | 1504 | 1634 | −130  | 0.278 |
| 13. | Cmoki Minsk          | 19 | 4  | 15 | 1534 | 1645 | −111  | 0.211 |

### Risultati
|                      | AST    | AVT    | CHI     | CMO    | CSK    | ENI     | KAL    | LOK   | NIZ     | PAR     | UNI    | ZEN     | ZGA   |
| -------------------- | ------ | ------ | ------- | ------ | ------ | ------- | ------ | ----- | ------- | ------- | ------ | ------- | ----- |
| Astana               | —      |        | 88–91   | 91–89  | 72–95  | 95–90   | 78–83  | 90–88 | 79–84   |         |        | 109–108 | 92–80 |
| Avtodor Saratov      | 90–85  | —      | 84–101  | 109–90 |        |         | 100–90 | 81–97 | 92–90   | 78–85   |        | 66–109  | 86–89 |
| Chimki               | 73–56  | 79–74  | —       | 77–73  | 96–80  | 91–87   | 118–81 | 89–94 | 98–94   | 103–100 | 109–83 |         | 79–75 |
| Cmoki Minsk          | 96–77  | 88–80  | 80–94   | —      | 91–94  | 80–83   |        | 80–88 |         |         | 80–84  | 60–80   | 73–80 |
| CSKA Mosca           | 104–91 | 103–79 |         | 114–81 | —      |         | 81–67  | 81–72 | 94–69   | 89–74   |        | 79–82   |       |
| Enisey Krasnojarsk   | 64–78  | 85–78  | 86–106  |        | 80–71  | —       | 86–73  | 98–91 |         | 83–85   | 95–93  | 67–84   | 84–91 |
| Kalev/Cramo          | 84–76  | 88–76  | 63–86   | 79–84  | 50–91  |         | —      | 81–98 |         |         | 85–63  | 84–80   | 70–92 |
| Lokomotiv Kuban'     |        | 74–76  |         | 78–70  | 71–77  | 94–79   | 87–63  | —     | 87–83   | 83–75   | 86–77  | 78–70   | 93–71 |
| Nižnij Novgorod      |        |        | 87–113  | 82–77  | 84–93  | 104–101 | 74–76  | 96–93 | —       | 105–99  | 83–95  |         | 82–87 |
| Parma Perm'          | 100–91 | 97–81  |         | 68–75  | 70–89  | 88–90   | 85–74  |       | 106–71  | —       | 88–89  | 82–84   | 91–76 |
| UNICS Kazan'         | 81–72  | 86–83  | 88–98   | 85–71  | 94–86  |         | 87–76  |       | 89–85   |         | —      | 80–93   | 86–73 |
| Zenit S. Pietroburgo |        |        | 101–108 |        | 63–82  | 89–80   | 75–76  | 80–86 | 69–76   | 80–86   | 75–86  | —       |       |
| Zielona Góra         | 78–81  | 98–91  |         | 102–96 | 64–104 |         |        | 83–85 | 103–108 | 106–88  | 89–100 | 67–92   | —     |

## Premi e riconoscimenti

### MVP del mese
| Mese     | Giocatore       | Squadra          | Note   |
| 2019     | 2019            | 2019             | 2019   |
| -------- | --------------- | ---------------- | ------ |
| Ottobre  | Jeremy Evans    | Chimki           | [ 15 ] |
| Novembre | Mike James      | CSKA Mosca       | [ 16 ] |
| Dicembre | Errick McCollum | UNICS Kazan'     | [ 17 ] |
| 2020     |                 |                  |        |
| Gennaio  | Alan Williams   | Lokomotiv Kuban' | [ 18 ] |
| Febbraio | Devin Booker    | Chimki           | [ 19 ] |

## Squadre della VTB League nelle competizioni europee
| Squadra              | Competizione     | Andamento        |
| -------------------- | ---------------- | ---------------- |
| CSKA Mosca           | Euroleague       | Regular season   |
| Chimki               | Euroleague       | Regular season   |
| Zenit S. Pietroburgo | Euroleague       | Regular season   |
| UNICS Kazan'         | EuroCup          | Quarti di finale |
| Lokomotiv Kuban'     | EuroCup          | Regular season   |
| Nižnij Novgorod      | Champions League | Ottavi di finale |
| Cmoki Minsk          | FIBA Europe Cup  | Quarti di finale |
| Enisey Krasnojarsk   | FIBA Europe Cup  | Secondo turno    |